# Тускарора (народ)
Тускарора (skarū'ren'  — букв. «сборщики конопли») или дусгэйовэх (dus-ga-o'-weh — «люди, носящие рубашки») — индейское племя, шестой член конфедерации ирокезов, проживающее в штатах Нью-Йорк и Северная Каролина, а также в Канаде. Племя тускарора переселилось в штат Нью-Йорк из региона, где сейчас находится Восточная Каролина, однако впервые они встретились с европейцами в Северной Каролине и Вирджинии. Язык — скаруре — относится к ирокезским языкам.